# Sergei Wiktorowitsch Bautin
Sergei Wiktorowitsch Bautin (russisch Сергей Викторович Баутин, belarussisch Сяргей Віктаравіч Баутін/Sjarhej Wiktarawitsch Bautin; englische Transkription: Sergei Viktorovich Bautin; * 11. März 1967 in Rahatschou, Weißrussische SSR; † 31. Dezember 2022) war ein russisch-belarussischer Eishockeyspieler, der im Verlauf seiner aktiven Karriere zwischen 1987 und 2004 unter anderem 138 Spiele für die Winnipeg Jets, Detroit Red Wings und San Jose Sharks in der National Hockey League (NHL) auf der Position des Verteidigers bestritten hat. Den Großteil seiner aktiven Laufbahn verbrachte Bautin, der mit der Auswahl der GUS bei den Olympischen Winterspielen 1992 im französischen Albertville die Goldmedaille gewann, jedoch in seinem russischen Heimatland.

## Karriere
Bautin begann seine Laufbahn 1988 beim sowjetischen Zweitligisten Kristall Saratow, bevor er 1990 zu Dynamo Moskau in die höchste Spielklasse der UdSSR wechselte. Nach dem Olympiasieg der GUS wurde er beim NHL Entry Draft 1992 von den Winnipeg Jets der National Hockey League (NHL) als 17. der ersten Runde gedraftet. Nach zwei Jahren als Stammspieler mit 130 Einsätzen bei den Jets wechselte er im März 1994 zu den Detroit Red Wings. Bei den Red Wings kam er jedoch nur zu einem einzigen Einsatz, Bautin kam stattdessen fast ausschließlich bei den Adirondack Red Wings, einem Farmteam Detroits aus der American Hockey League (AHL), zum Einsatz. Auch nach einem Wechsel 1995 zu den San Jose Sharks konnte er sich nicht als Stammspieler in der NHL etablieren, sondern verließ die Mannschaft nach ebenfalls lediglich einem Einsatz wieder.
Im Anschluss spielte er zwei Jahre (1996–1998) beim Luleå HF in Schweden, je ein Jahr beim Ak Bars Kasan in Russland (1998/99) und den Nürnberg Ice Tigers in der Deutschen Eishockey Liga (1999/2000), um nach zwei Jahren in Japan bei Ōji Seishi Tokio und einer Abschiedssaison in Russland beim HK Metallurg Magnitogorsk (2002/03) seine aktive Laufbahn zu beenden.
Nach dem Ende seiner Karriere erwarb er in Moskau die Trainerlizenz und betreute Nachwuchsmannschaften von Krylja Sowetow Moskau. Anschließend kehrte er nach Kansas City zurück und arbeitete dort als Nachwuchstrainer. Zwischen 2010 und 2018 trainierte er Nachwuchsmannschaften in Denver im Bundesstaat Colorado. Bautin verstarb im Dezember 2022 im Alter von 55 Jahren.

### International
Bautin war langjähriger Nationalspieler Russlands, er nahm unter anderem an drei Weltmeisterschaften (1992, 1997, 1999) teil und gewann mit der Auswahl der GUS 1992 das olympische Eishockeyturnier. 1992 wurde er als Verdienter Meister des Sports der UdSSR ausgezeichnet.

## Erfolge und Auszeichnungen
- 1991 Sowjetischer Meister mit dem HK Dynamo Moskau
- 1992 Meister der GUS mit dem HK Dynamo Moskau
- 1992 Verdienter Meister des Sports der UdSSR
- 1997 Schwedischer Vizemeister mit Luleå HF

### International
- 1992 Goldmedaille bei den Olympischen Winterspielen

## Karrierestatistik

### International
| Vertrat die GUS bei: - Olympischen Winterspielen 1992 | Vertrat Russland bei: - Weltmeisterschaft 1992 - Weltmeisterschaft 1997 - Weltmeisterschaft 1999 |

(Legende zur Spielerstatistik: Sp oder GP = absolvierte Spiele; T oder G = erzielte Tore; V oder A = erzielte Assists; Pkt oder Pts = erzielte Scorerpunkte; SM oder PIM = erhaltene Strafminuten; +/− = Plus/Minus-Bilanz; PP = erzielte Überzahltore; SH = erzielte Unterzahltore; GW = erzielte Siegtore; 1 Play-downs/Relegation; Kursiv: Statistik nicht vollständig)